# Chata na Martinských holiach
Chata na Martinských holiach (nebo Chata Martinské hole) je horská chata pod vrchem Krížava v Lúčanské Malé Fatře v nadmořské výšce 1250 m. Zařízení s celoročním provozem se nachází v rekreačním a turistickém středisku Martinské hole. Stojí poblíž střediska zimních sportů Winter Park Martinky a má kapacitu 85 lůžek. Přístupná je autem po cestě z Vrútek, turistickými stezkami a v minulosti i lanovkou z martinských Strání.

## Dějiny
Původní Chata na Martinských holiach s kapacitou 60-70 lůžek byla otevřena v roce 1939, ale v průběhu druhé světové války Němci chatu vypálili. Po osvobození začala v roce 1946 rekonstrukce cesty a výstavba nové chaty, která byla zkolaudována a uvedena do provozu v roce 1949. 

## Přístup
- Po  značce ze Strání v Martine
- Po  značce sestup z hlavního hřebene z Krížavy
- Po  značce z Bystričky
- jednosměrně (pouze nahoru) po Ferrate HZS,  ze Strání, společný východiskový bod s , v závěru trasy po